# Goulburn Mulwaree Council
Koordinaten: 34° 44′ S, 149° 44′ O

Goulburn Mulwaree Council ist ein lokales Verwaltungsgebiet (LGA) im australischen Bundesstaat New South Wales. Das Gebiet ist 3.220,1 km² groß und hat etwa 32.600 Einwohner.
Goulburn Mulwaree liegt in der Südostregion des Staates etwa 95 km nordöstlich der australischen Hauptstadt Canberra und 190 km südwestlich der Metropole Sydney. Das Gebiet umfasst 32 Ortsteile und Ortschaften: Baw Baw, Boxers Creek, Brisbane Grove, Bungonia, Carrick, Goulburn, Gundary, Kingsdale, Lake Bathurst, Lower Boro, Marulan, Mummel, Parkesbourne, Quialigo, Run-o-Waters, Tirrannaville, Towrang, Windellama, Yarra und Teile von Brayton, Breadalbane, Currawang, Greenwich Park, Middle Arm, Oallen, Pomeroy, Tallong, Tarago, Tarlo, Wayo, Wollogorang und Woodhouselee. Der Sitz des Shire Councils befindet sich in der Nordhälfte der LGA in Goulburn, das etwa 24.000 Einwohner hat.
Beim Zusammenschluss der alten LGA Goulburn City mit Teilen des Mulwaree Shire 2004 hieß das Gebiet noch Greater Argyle, bekam aber im Jahr darauf nach Protesten seinen heutigen Namen.

## Verwaltung
Der Council von Goulburn Mulwaree hat neun Mitglieder, die von den Bewohnern der LGA gewählt werden. Goulburn Mulwaree ist nicht in Bezirke untergliedert. Aus dem Kreis der Councillor rekrutiert sich auch der Mayor (Bürgermeister) des Councils.